# Атликасинский курганный могильник
Атликаси́нский курга́нный моги́льник (чув. Атликасси масарӗ) — группа из трёх неопознанных курганов вблизи деревни Атликасы Ядринского района Чувашской Республики.

## История и описание
Впервые Атликасинский курганный могильник был описан в работе одного из крупнейших исследователей чувашского народа В. К. Магницкого в 1874 году. Самый большой из курганов характеризовался значительными размерами: диаметр — 27 м, высота — 2,75 м. В 1930 году П. Н. Третьяков провел раскопки другого кургана диаметром 16 метров:
В сильно истлевшем подкурганном погребении были обнаружены кремневый шлифованный клиновидный топорик и наконечник стрелы, фрагмент смолы для крепления наконечников стрел, а также четыре сосуда с округлым туловом, приплюснутым дном и высокой шейкой, декорированные треугольниками, зигзагами и мелкозубчатым штампом.
По результатам исследований, проведённых П. Н. Третьяковым, курган был отнесён к памятникам фатьяновской культуры, что впоследствии послужило основанием для выделения серии аналогичных объектов.
Большой курган был раскопан в 1988 году В. Ф. Каховским и Б. В. Каховским, но тот оказался разграбленным и пустым.
Третий курган, оставшийся неисследованным, подвергся значительной распашке. 
О. Н. Бадер атрибутировал Атликасинский курганный могильник к балановской культуре, выделив при этом его особый атликасинский этап, датируемый XV-XIV веками до нашей эры. 
В соответствии с исследованиями археологов П.М. Кожина и Б.С. Соловьёва, памятники атликасинского типа предлагается рассматривать как относящиеся к самостоятельной атликасинской культуре, существовавшей в параллельно с балановской. 